# Куореярви
Ку́орея́рви (Куоре-ярви; фин. Kuorejärvi) — озеро на территории Мийнальского сельского поселения Лахденпохского района Республики Карелия.

## Общие сведения
Площадь озера — 0,6 км². Располагается на высоте 8,8 метров над уровнем моря.
Форма озера лопастная, крестообразная, продолговатая: вытянуто с ССЗ на ЮЮВ. Берега изрезанные, каменисто-песчаные, местами скалистые.
Из юго-восточной оконечности озера вытекает протока, втекающая в Ладожское озеро.
В юго-восточной оконечности озера расположен небольшой остров без названия.
Населённые пункты возле озера отсутствуют. Ближайший — посёлок Микли — расположен в 2,5 км к северо-западу от озера.
Название озера переводится с финского языка как «корюшиное озеро».
Код объекта в государственном водном реестре — 01040300211102000013063.